# Atrichopogon trifasciatus
Atrichopogon trifasciatus är en tvåvingeart som beskrevs av Jean-Jacques Kieffer 1918. Atrichopogon trifasciatus ingår i släktet Atrichopogon och familjen svidknott. Inga underarter finns listade i Catalogue of Life.